# Minecraft - Volume Alpha
Albums de C418
Life Changing Moments Seem Minor in Pictures (2010) 72 Minutes of Fame
(2011)
Minecraft – Volume Alpha est le premier album de bande originale du musicien électronique allemand Daniel Rosenfeld, connu sous le pseudonyme C418. Créé pour le jeu vidéo Minecraft sorti en 2011, il s'agit du premier des deux albums issus de la bande sonore du jeu. L'album se compose principalement de musique ambient minimaliste, bien que certains morceaux soient plus rythmés. La nature épurée de la musique de l'album est due aux limitations techniques du moteur sonore de Minecraft, qui ont rendu irréalisables des concepts plus complexes initialement envisagés. Volume Alpha est sorti en format numérique en mars 2011, marquant la première sortie commerciale de Rosenfeld. Une version physique a ensuite été publiée par le label Ghostly International en 2015.
Depuis sa sortie, Volume Alpha a été acclamé par la critique, qui a loué son utilisation dans le jeu et ses qualités en tant qu'œuvre ambient autonome. L'album est considéré comme un élément majeur du succès de Minecraft, avec sept de ses morceaux figurant parmi les compositions de jeux vidéo les plus écoutées sur Spotify. En raison de son association avec Minecraft, certains considèrent Volume Alpha comme un album influent, ainsi que l'une des meilleures bandes sonores de jeux vidéo jamais créées. Son impact sur l'industrie du jeu vidéo et la musique ambient a été largement reconnu par les critiques et les fans. Un deuxième album de la bande sonore de Minecraft, intitulé Minecraft – Volume Beta, est sorti en 2013. Un troisième album de la bande sonore a été achevé, mais n'a pas encore été publié.
Rosenfeld a décrit Volume Alpha comme son œuvre la plus importante, et le succès de l'album l'a conduit à se consacrer à plein temps à la création musicale. En 2022, l'album a connu un regain de popularité et est apparu dans plusieurs classements, en plus d'être nommé dans la catégorie Top Dance/Electronic Albums aux Billboard Music Awards de 2022. En août 2023, le succès de l'album a permis à Rosenfeld d'atteindre la première place du classement Billboard Emerging Artists. En décembre de la même année, Volume Alpha a été certifié disque d'or par la RIAA, après que le morceau "Sweden" ait reçu sa propre certification Or en août.

## Contexte

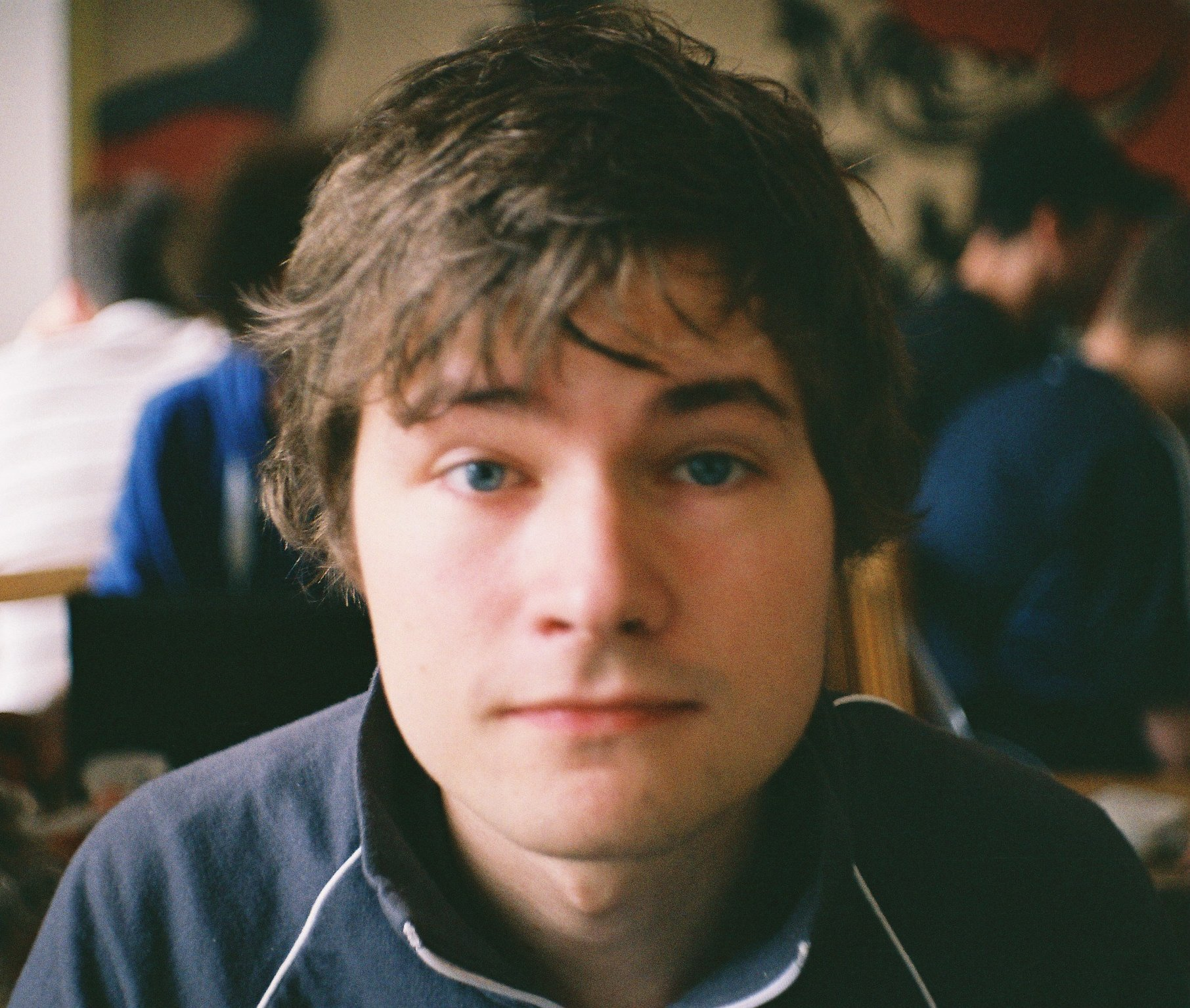
Daniel Rosenfeld, le compositeur de Volume Alpha, en 2011

Volume Alpha est le premier album issu de la bande originale de Minecraft, un jeu vidéo de type bac à sable sorti en 2011 et créé par Markus Persson. Dans ce jeu, les joueurs peuvent construire librement dans un monde généré aléatoirement composé de "voxels", sans objectifs imposés. En octobre 2023, Minecraft était devenu le jeu vidéo le plus vendu de tous les temps, avec plus de 300 millions d'exemplaires écoulés.
Avant la création de Volume Alpha, Daniel Rosenfeld, musicien indépendant connu sous le nom de scène C418, était un artiste peu connu, produisant principalement des albums expérimentaux inspirés par Aphex Twin qu'il décrivait comme "n'ayant aucun sens". Au cours du développement de Minecraft, Markus Persson, le créateur du jeu, rencontra Rosenfeld sur le forum de développement de jeux indépendants TIGSource, et les deux devinrent amis. Lorsque Persson présenta le jeu à Rosenfeld, il lui proposa de devenir le concepteur sonore du jeu. Rosenfeld accepta et commença à travailler sur les effets sonores et la musique de Minecraft. Cette collaboration marqua un tournant dans la carrière de Rosenfeld, le propulsant d'un statut d'artiste expérimental confidentiel à celui de compositeur reconnu pour l'un des jeux vidéo les plus populaires au monde,.

## Enregistrement et production
Volume Alpha se compose principalement de musique ambiante et acoustique minimaliste, utilisant principalement le piano et les cordes,. Cette conception découle essentiellement des limitations techniques du moteur sonore de Minecraft, qui, selon Rosenfeld, restreignait considérablement les possibilités de design sonore du jeu. Initialement, Rosenfeld envisageait d'inclure dans le jeu des musiques plus "épiques" qui se déclencheraient lors des combats, des compositions spécifiques à chaque biome, ainsi que des morceaux exclusifs pour les grottes. Cependant, ces idées se sont avérées irréalisables en raison du fonctionnement du moteur sonore du jeu ou parce qu'elles étaient liées à des événements trop courts pour justifier une musique dédiée. Face à ces contraintes, Rosenfeld a opté pour une musique plus calme et minimaliste. Son approche s'est inspirée de Dwarf Fortress (2006), où il a constaté que la qualité graphique inférieure du jeu, qui aurait pu rebuter les joueurs, était compensée par une musique qui les encourageait à continuer à jouer.
Les trois premières compositions de Rosenfeld pour Minecraft, ajoutées au début du développement, furent "Minecraft", "Clark" et "Sweden", respectivement connues dans les fichiers du jeu sous les noms "Calm 1", "Calm 2" et "Calm 3". Après l'intégration de ces morceaux, Rosenfeld continua d'expérimenter différentes directions pour la bande-son, concluant que le style de composition présent dans les pistes "Calm" était le mieux reçu par les joueurs. Les autres morceaux de Volume Alpha utilisèrent ce style comme base de composition. Cependant, cette approche ne s'applique pas à toutes les pistes de l'album, certaines compositions comme "Cat" et "Dog" étant des thèmes chiptune plus enjoués utilisant des synthétiseurs.
Daniel Rosenfeld a composé la bande originale de Minecraft principalement à l'aide du logiciel Ableton Live, complété par d'autres logiciels et plugins. Il a également utilisé des synthétiseurs analogiques, notamment le Moog Voyager. Une fois chaque morceau terminé, Rosenfeld a procédé à un arrangement final afin que les pistes s'enchaînent naturellement, allant parfois jusqu'à rallonger certains morceaux pour obtenir des transitions fluides. Son objectif était de créer un album, Volume Alpha, qui puisse être écouté d'une traite et apprécié indépendamment du jeu Minecraft, tout en formant une œuvre cohérente. Dans une interview accordée à Vice, Rosenfeld a révélé que l'ordre des pistes de l'album suivait initialement une narration, dont il a depuis oublié la teneur exacte. Il est à noter que, malgré cet agencement spécifique sur l'album, la musique dans le jeu Minecraft est diffusée de manière aléatoire, sans moments prédéfinis pour le déclenchement de pistes particulières,.

## Sortie
Volume Alpha, sorti le 4 mars 2011, est le premier album commercial de la bande originale du jeu vidéo Minecraft, composé par C418 (Daniel Rosenfeld). L'album a été initialement publié en format numérique sur la plateforme Bandcamp,. Cette compilation contient plusieurs morceaux exclusifs, notamment des compositions écartées du jeu comme "Excuse", ainsi que des titres issus d'albums antérieurs de Rosenfeld, tels que "Droopy Likes Ricochet". La pochette de l'album représente une version tridimensionnelle d'un bloc d'herbe de Minecraft. Le 23 juin 2015, le label Ghostly International a annoncé une sortie physique de l'album. Outre les versions CD et vinyle standard, une édition limitée sur vinyle transparent a été proposée, avec seulement 1 000 exemplaires produits. Ces éditions physiques ont été mises en vente le 21 août 2015, accompagnées d'un accès à la version numérique de l'album pour les acheteurs. Depuis sa sortie initiale, l'album a fait l'objet de plusieurs réimpressions.

## Accueil critique
Volume Alpha a reçu des critiques majoritairement positives. Plusieurs critiques ont souligné l'usage de l'album dans Minecraft, estimant que sa musique s'harmonise parfaitement avec l'esthétique du jeu,,,. Un rédacteur de Sputnikmusic a loué le rôle de l'album en tant que bande sonore, notant la cohérence entre les compositions. Il a salué l'immersion procurée par l'album et l'a décrit comme l'un des meilleurs albums ambient et électroniques de 2011, qualifiant même l'œuvre de "pièce d'ambient époustouflante". Cependant, il a mentionné que la bande sonore aurait pu bénéficier d'une plus grande variété de pistes. De son côté, Andy Kellman d'AllMusic a écrit que Volume Alpha était l'un des "nombreux aspects immersifs" de Minecraft. Contrairement à l'avis de Sputnikmusic, Kellman a estimé que l'album présentait une bonne variété de pistes, affirmant qu'aucun des éléments récurrents n'était assez prononcé ou simple pour devenir fatigant à la réécoute. Luke Plunkett de Kotaku a décrit Volume Alpha comme étant "aussi tranquille qu'une bonne nuit de sommeil" et un excellent album d'ambient.
Richard McDonald, critique musical pour Original Sound Version, a souligné l'utilisation de l'album dans Minecraft comme suscitant "des émotions très fortes que peu de jeux parviennent à maîtriser, ou même à suggérer", ce qu'il considérait comme induisant une forte nostalgie. Il a décrit les similitudes entre la plupart des pistes de l'album comme bénéfiques à sa présentation, "fournissant un style global tout en gardant chaque piste unique". Il a également estimé que la composition de chaque piste était d'un style qu'il "ne pouvait pas imaginer le jeu sans". McDonald a qualifié Volume Alpha de "l'une des bandes sonores de jeu les plus remarquables" du 21e siècle, et d'un "exemple de composition belle, élégante et fortement émotionnelle qui transcende le genre de la musique de jeu". Dans son ouvrage "Four Ways of Hearing Video Game Music", Michiel Kamp a noté que la nature sandbox de Minecraft s'appliquait également à sa musique. Il a suggéré que l'aléatoire dans la présentation de la bande sonore conduirait à ce qu'il considérait comme la création par le jeu de moments uniques et personnalisés, non intentionnels.
Kellen a estimé que Volume Alpha était une bonne démonstration du travail de Rosenfeld, permettant de "comprendre facilement [...] pourquoi il a été comparé" à des compositeurs influents tels qu'Erik Satie et Brian Eno. Stephen Worthy du magazine Mojo partageait cet avis et considérait que l'album s'écartait des attentes par rapport aux bandes sonores d'autres jeux vidéo populaires, qui selon Worthy utilisaient généralement de grands orchestres plutôt que des vignettes sonores. Il a décrit Volume Alpha comme l'un des albums les plus influents de ces dernières années en raison de l'immense popularité de Minecraft, ainsi que l'un des "plus charmants". Digital Trends a estimé que Minecraft n'aurait peut-être pas connu un tel succès sans le travail de Rosenfeld, notamment Volume Alpha.

## Héritage
Après la sortie de Volume Alpha, Rosenfeld a poursuivi la création musicale pour Minecraft, avec la sortie du deuxième album de la bande originale, Minecraft – Volume Beta, en 2013. Il a également composé la musique du film documentaire Minecraft: The Story of Mojang en 2012. Par la suite, Rosenfeld a contribué à la musique des versions console de Minecraft en 2014, et a ajouté trois morceaux supplémentaires au jeu principal en 2018. En 2015, Rosenfeld a annoncé à Fact Magazine qu'un troisième album de la bande originale serait publié. Interrogé sur ce troisième album lors d'une interview avec Anthony Fantano en 2021, Rosenfeld a déclaré : "J'ai quelque chose - je le considère comme terminé - mais les choses sont devenues compliquées, surtout depuis que Minecraft est devenu une grande franchise, donc je ne sais pas." Depuis la sortie de Volume Beta, d'autres artistes que Rosenfeld ont créé de la musique pour le jeu, comme Lena Raine, compositrice de Celeste (2018).
La bande originale de Minecraft, y compris Volume Alpha, est considérée comme l'une des meilleures bandes sonores de jeux vidéo de tous les temps par les équipes éditoriales de plusieurs médias, notamment NME, Digital Trends, GamesRadar+ et VG247. Volume Alpha est devenu populaire comme musique d'ambiance pour l'étude ou le travail en raison de sa nature apaisante. Selon une étude menée par Unikrn en avril 2021, "Sweden" est la composition la plus écoutée de la bande originale de Minecraft sur Spotify, ainsi que la composition de jeu vidéo la plus diffusée sur la plateforme, avec plus de 77 millions d'écoutes. Six autres morceaux de Volume Alpha figuraient également dans le top 25 sur Spotify à cette époque : "Minecraft" (2e), "Subwoofer Lullaby" (7e), "Wet Hands" (8e), "Key" (18e), "Haggstrom" (23e) et "Mice on Venus" (24e). Le nombre total d'écoutes pour ces sept œuvres était estimé à 225 millions. Les estimations suggèrent que la diffusion en streaming de Volume Alpha aurait pu rapporter à Rosenfeld environ 900 000 dollars, dont jusqu'à un tiers provenant de "Sweden". Le 22 août 2023, "Sweden" a été certifié disque d'or par la RIAA, ayant atteint 500 000 unités vendues confirmées.
Rosenfeld considère cet album comme son œuvre la plus importante et la plus réussie, celle qui lui a permis de lancer sa carrière d'artiste musical indépendant. En 2011, il confie à Kotaku que le succès de ses musiques pour Minecraft lui a permis de se consacrer à plein temps à la création musicale, plutôt qu'à temps partiel. Selon Fact Magazine, le succès de Minecraft fait de Rosenfeld l'un des artistes les plus vendus par procuration. En 2022 et 2023, Volume Alpha connaît un regain de popularité, apparaissant dans plusieurs classements mondiaux. L'album est notamment nommé dans la catégorie "Top Dance/Electronic Album" aux Billboard Music Awards de 2022, bien qu'il perde face à Fallen Embers d'Illenium. En 2023, l'album permet à Rosenfeld d'atteindre la première place du classement Billboard Emerging Artists. Le 14 décembre 2023, Volume Alpha est certifié disque d'or par la RIAA, près de quatre mois après la certification individuelle du morceau "Sweden".

## Pistes
Téléchargement numérique et CD (58:59)
| No  | Titre                  | Durée |
| --- | ---------------------- | ----- |
| 1.  | Key                    | 1:05  |
| 2.  | Door                   | 1:51  |
| 3.  | Subwoofer Lullaby      | 3:28  |
| 4.  | Death                  | 0:41  |
| 5.  | Living Mice            | 2:57  |
| 6.  | Moog City              | 2:40  |
| 7.  | Haggstrom              | 3:24  |
| 8.  | Minecraft              | 4:14  |
| 9.  | Oxygène                | 1:05  |
| 10. | Équinoxe               | 1:54  |
| 11. | Mice on Venus          | 4:41  |
| 12. | Dry Hands              | 1:08  |
| 13. | Wet Hands              | 1:30  |
| 14. | Clark                  | 3:11  |
| 15. | Chris                  | 1:27  |
| 16. | Thirteen               | 2:56  |
| 17. | Excuse                 | 2:04  |
| 18. | Sweden                 | 3:35  |
| 19. | Cat                    | 3:06  |
| 20. | Dog                    | 2:25  |
| 21. | Danny                  | 4:14  |
| 22. | Beginning              | 1:42  |
| 23. | Droopy Likes Ricochet  | 1:36  |
| 24. | Droopy Likes Your Face | 1:56  |

LP (38:08)
Face A :
| No | Titre             | Durée |
| -- | ----------------- | ----- |
| 1. | Subwoofer Lullaby | 3:28  |
| 2. | Living Mice       | 2:57  |
| 3. | Moog City         | 2:40  |
| 4. | Haggstrom         | 3:24  |
| 5. | Minecraft         | 4:14  |
| 6. | Clark             | 3:11  |

Face B :
| No | Titre         | Durée |
| -- | ------------- | ----- |
| 1. | Mice on Venus | 4:41  |
| 2. | Dry Hands     | 1:08  |
| 3. | Wet Hands     | 1:30  |
| 4. | Sweden        | 3:35  |
| 5. | Cat           | 3:06  |
| 6. | Danny         | 4:14  |

## Classements et certifications

### Classements
| Classement                    | Meilleure position |
| ----------------------------- | ------------------ |
| Allemagne (Media Control AG)  | 43                 |
| Australie (ARIA)              | 26                 |
| Belgique (Flandre Ultratop)   | 158                |
| Belgique (Wallonie Ultratop)  | 154                |
| Nouvelle-Zélande (RIANZ)      | 31                 |
| Pays-Bas (Mega Album Top 100) | 40                 |

## Certifications
| Pays              | Certification | Unités certifiées |
| ----------------- | ------------- | ----------------- |
| États-Unis (RIAA) | Or            | 500 000           |